# ATP Challenger Asheville
Das ATP Challenger Asheville (offiziell: Asheville Challenger) war ein Tennisturnier, das 1978 einmalig in Asheville, North Carolina, stattfand. Es gehörte zur ATP Challenger Tour und wurde im Freien auf Sand gespielt.

## Liste der Sieger

### Einzel
| Jahr | Sieger          | Finalgegner  | Ergebnis |
| ---- | --------------- | ------------ | -------- |
| 1978 | Eliot Teltscher | Deon Joubert | 6:1, 7:5 |

### Doppel
| Jahr | Sieger                         | Finalgegner               | Ergebnis      |
| ---- | ------------------------------ | ------------------------- | ------------- |
| 1978 | Réjean Genois Ramiro Benavides | Jai Di Louie Ferdi Taygan | 7:5, 4:6, 7:6 |